# Mo’ Better Blues
Mo’ Better Blues ist ein US-amerikanisches Filmdrama aus dem Jahr 1990 von Spike Lee. Der Film wird dem sogenannten New Black Cinema zugeordnet.

## Handlung
Der Film beginnt im New Yorker Stadtteil Brooklyn im Jahre 1969. Eine Gruppe Jungen will mit ihrem Freund Bleek Gilliam spielen. Die Mutter verbietet das. Bleek muss erst seinen Trompetenunterricht beenden. Der Vater hat Angst, dass Bleek zu einem Weichling heranwächst, aber die Mutter setzt ihren Willen durch.
Dann macht der Film einen Zeitsprung von 20 Jahren: Bleek spielt in Nachtclubs Jazz und leitet das The Bleek Quintet. Giant ist ein Freund aus Jugendtagen und managt Bleek. Bleek ist mit Indigo Downes liiert. Allerdings ist er kein Kostverächter und verführt auch andere Frauen oder wird von anderen verführt. Bleek hat einerseits Ärger mit seinen Frauen, andererseits mit seinem Manager und den Bandmitgliedern, die sowohl mehr Geld fordern als auch mehr Einfluss fordern.
Bleek und Giant sind ebenfalls im Streit, da Bleek dem verschuldeten Giant vorwirft, dass dieser als Manager versagen würde. Bleek trennt sich von ihm. Bleek feuert Shadow, da dieser eine Liaison mit seiner Ex-Freundin angefangen hat. Die Zinshaie, die hinter Giant her sind, schlagen Bleek und verletzen seine Lippe.
Bleek kann nicht mehr Trompete spielen. Shadow, Bleek und Giant vertragen sich wieder. Indigo nimmt Bleek zurück. Beide heiraten und der Film zeigt in einer Montage, wie beide heiraten und eine Familie gründen. Zum Schluss sieht man eine ähnliche Szene wie am Anfang. Bleek lässt seinen Sohn Trompetenstunden nehmen, überlässt es ihm aber, ob er übt oder nicht.

## Soundtrack
Der Soundtrack wurde eingespielt vom Branford Marsalis Quartet und Terence Blanchard. 1991 war der Soundtrack (Music from Mo’ Better Blues, Columbia CK46792) für einen Soul Train Music Award als „Bestes Jazz-Album“ nominiert.
1. Harlem Blues (W. C. Handy; Gesang: Cynda Williams) 4:50
2. Say Hey (Branford Marsalis) 3:18
3. Knocked Out the Box (Branford Marsalis) 1:35
4. Again, Never (Bill Lee) 3:54
5. Mo’ Better Blues (Bill Lee) 3:40
6. Pop Top 40 (Spike Lee/Branford Marsalis; Gesang: Denzel Washington, Wesley Snipes) 5:40
7. Beneath the Underdog (Branford Marsalis) 5:07
8. Jazz Thing (Keith Elam / Lolis Eric Elie / Branford Marsalis / Chris E. Martin; Rap: Gang Starr) 4:48
9. Harlem Blues (Acapulco Version) (W. C. Handy; Gesang: Cynda Williams) 4:46

Weitere am Soundtrack beteiligte Musiker waren Kenny Kirkland (p), Robert Hurst (b), Jeff Tain Watts (dr), Clare Fischer (arr) Gang Starr (vcl), Cinda Williams (vcl), Denzel Washington, Wesley Snipes (vcl), Mark Ledford, Tawatha Agee, B. David Whitworth (backing vcl) und der Chor Brooklyn Crooks (Tommy Hill, Sweet D., G-Mann, Born True, Kiwi).
Scott Yanow schrieb in AllMusic: „Although the Spike Lee film Mo’ Better Blues had a somewhat absurd ending, its depiction of the jazz life had its accurate moments and the music was generally quite rewarding. A few of the selections on this soundtrack CD are throwaways or filler, but there is also some fine playing by a modern hard bop quintet […].“

## Kritik
Vertreter jüdischer Organisationen warfen dem Film Antisemitismus vor. Lee wies diese Kritik zurück.
Phil Freeman schrieb im Stereogum, Spike Lees Mo’ Better Blues sei wie Round Midnight und Bird ein Liebesbrief an die Musik und ihre Spieler, aber im Gegensatz zu den anderen genannten Filmen basiere er kein bisschen auf der Realität. Das Drama entfalte sich langsam, aber unaufhaltsam. Mo’ Better Blues sei keine realistische Darstellung des Lebens eines Jazzmusikers, aber es gebe Momente, in denen die Essenz des kreativen Geistes getroffen werde. Es sei auch ein unglaublich schöner Film. Dickersons Verwendung von Farben, von der Bühnenbeleuchtung über Hauttöne bis hin zu Anzügen und Kleidern, sei manchmal absolut atemberaubend.